# Зессенбах
Зессенбах (нем. Sessenbach) — община в Германии, в земле Рейнланд-Пфальц.
Входит в состав района Вестервальд. Подчиняется управлению Рансбах-Баумбах.  Население составляет 494 человека (на 31 декабря 2010 года). Занимает площадь 2,79 км².